# Alto Aragón

Valle de Tena, en el Alto Aragón.

La denominación Alto Aragón hace referencia a la región septentrional de Aragón (España), con una extensión a menudo equivalente a la de la provincia de Huesca, aunque otras fuentes la reducen a la parte pirenaica y prepirenaica de la misma.
El término suele entrañar unas connotaciones más humanas que administrativas. De este modo, puede asociarse a unas características etnológicas y culturales propias que marcarían algunas diferencias con el resto de tierras aragonesas, acercándose más en ocasiones a las culturas pirenaicas vecinas, y que se reflejan en su modo de vida (cada vez menos acusadamente, en parte por la emigración del pueblo a la ciudad), en su arquitectura y gastronomía (típicamente montañesas), la vestimenta (festejada, por ejemplo, en el Día del Traje Ansotano), el idioma (al ser la zona constitutiva del idioma aragonés y aquella en que mejor se conserva), las tradiciones folclóricas, la mitología, etc.
El Alto Aragón es también, históricamente, el territorio de los condados primigenios de lo que sería con el tiempo el Reino de Aragón.

## Comunas
La zona fue famosa en el comienzo de la guerra civil, por constituirse en ella con éxito comunas anarquistas, el año 1936. Estas sufrieron la represión, primero, del ejército republicano, y después del franquista.